# مرداد

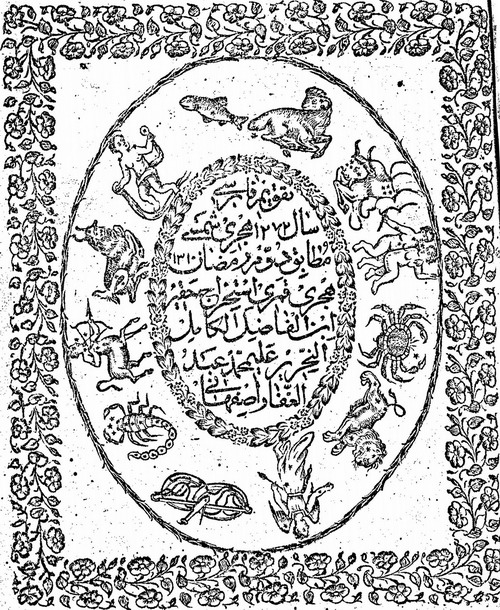
گاه شماری هجری خورشیدی: جلد سالنامه فارسی نجم الدوله اصفهانی

اَمُرداد یا مرداد  پنجمین ماه سال در گاه‌شماری هجری خورشیدی است. اَمرداد با طول ۳۱ روز، دومین ماه تابستان است. برج فلکی مردادماه برج اسد، (نماد شیر) است و در تقویم خورشیدی افغانستان، ماه پنجم سال به همین نام خوانده می‌شود.
در گاه‌شماری رسمی ایران نام این ماه از نام ماه پنجم گاه‌شماری اوستایی نو بَرگرفته شده‌است. در گاه‌شماری زرتشتی، هفتمین روز هر برج نیز اَمردادروز نام دارد و در اَمردادروز از مردادماه، جشن اَمُردادگان برگزار می‌شود. ایزدبانوی این ماه امشاسپند اَمِرتات است. امرتات، در اسطوره‌های ایرانی و زرتشتی، ششمین امشاسپند و نگهبان گیاهان و رستنی‌هاست و نماد پایندگی و بی‌مرگی است.

## واژه‌شناسی
اَمُرداد در اوِستا به صورت Amərətāt به معنی «زندگی جاودان، بی مرگی» آمده‌است و ترکیبی است از a منفی‌ساز و ریشه «mŗta» به معنی مردن؛ در فارسی میانه به صورت amaurtat/amaurdad به کار رفته‌است. این واژه سه بخش دارد:
1. پیشوند اَ (a) که در پهلوی سرواژه، برای نفی معنی می‌آید.
2. ریشهٔ اوستایی مَر (mar) به معنی مرگ و مردن
3. پسوند تات (tat).
4. مرداد به معنی مرگ اما اَمُرداد به معنی بی‌مرگی و جاودانگی است.

تیمه صورت ودایی amŗta را به معنی «زندگی، نیروی زندگی» می‌داند و البته نشان می‌دهد که در ودا amŗta به معنی «بی‌مرگی» هم است، خود واژهٔ mŗtá «مرگ» در ودا تنها یک بار به کار رفته و صورت amŗta نیز بعد از مدتی کاربرد خود را از دست داده است.
صورتِ فارسی باستان این ماه در گاهشماری هخامنشی به کار نرفته و تنها نوشتهٔ ایلامی آن در دست است. نگارش ایلامی آن به‌طور معمول tur-na-ba-zí-iš یا tur-na-ba-iz-zí-iš است. اما یکبار به صورت du-ur-na-ba-zí-iš به کار رفته‌است و هینتس صورت فارسی باستان آن را به صورت *drnabājiš بازسازی می‌کند و آن را برگرفته از *drna- قس. اوستایی dǝrǝnā- «دریدن، شکافتن، از هم جدا کردن» که در واژهٔ فارسی «درو» نیز باقی‌مانده‌است و bāji- «باژ، باج» می‌داند و در کل معنی «[ماه] باجگیری درو» از آن استنباط می‌کند. با رشد کشاورزی و تأثیراتی که این شیوهٔ معاش در زندگی این مردم گذارد، تصور ماهی که در گاهشماری فارسی باستان با این امر مربوط بوده باشد و در ماه پنجم به برآورد محصول درو نشده بپردازند و بر آن مالیات ببندند، تصوری دور از ذهن نیست و پیر بریان حتی لزوم آن را در تقویم کشاورزی ناگزیر می‌داند. از همین رو تصور اینکه نام ماه پنجم در واقع نامی ساختگی در ارتباط با امور اداری و اقتصادی هخامنشیان، احتمالاً بر اساس الگویی بابلی باشد، بسیار محتمل است.

## رویدادها
- ۱۲۸۵ - پیروزی انقلاب مشروطه ایران
- ۱۳۳۲ - کودتای ۲۸ مرداد و سقوط دولت محمد مصدق
- ۱۳۵۸ - اعلان آزادی ولایت پنجشیر
- ۱۳۹۵ - کسب اولین مدال تاریخ زنان ایران در المپیک توسط کیمیا علیزاده
- ۱۴۰۰ - اجرای حکم آرمان عبدالعالی دوست و عامل جنایت قتل غزاله شکور و نهایتا تعویق مکرر آن - ۵ مرداد [۶]

## زادروزها
- عبدالله دهش: ۱۲۸۹ - یا شیخ عبدالله دهش کرمانی شاعر و نویسنده و عارف کرمانی معاصر
- جواد معروفی: ۱۲۹۱ - آهنگساز و نوازنده برجسته پیانو
- مهدی خالدی: ۱۲۹۸ - آهنگساز و نوازنده ویلون
- بابکن آودیسیان: ۱۳۰۷ تهیه‌کننده سینما ایرانی ارمنی‌تبار بود.
- ادمان آیوازیان: ۱۳۱۰ نقاش، معمار و طراح ارمنی‌تبار
- ابراهیم‌آبادی: ۱۳۱۳ - بازیگر
- ابوالحسن تهامی نژاد: ۱۳۱۷ - گوینده و مدیر دوبلاژ
- عارف عارف کیا: ۱۳۱۹ - خواننده ایرانی
- محمود دولت‌آبادی: ۱۳۱۹ - نویسنده و رمان‌نویس
- مسعود کیمیایی: ۱۳۲۰ - کارگردان و فیلمنامه‌نویس
- داریوش ارجمند: ۱۳۲۳ - بازیگر
- علی حاتمی: ۱۳۲۳ - فیلم نامه‌نویس و کارگردان
- حسین محجوب: ۱۳۲۷ - کارگردان، نویسنده و بازیگر سینما
- امین تارخ: ۱۳۳۲ - بازیگر تئاتر و سینما
- منیرو روانی پور: ۱۳۳۳ - داستان‌نویس ایرانی
- حسام الدین سراج:۱۳۳۷ - خواننده و موسیقیدان و معمار
- فریبا متخصص: ۱۳۴۰ - بازیگر تئاتر، سینما و تلویزیون
- بهمن هاشمی: ۱۳۴۱ - مجری و صداپیشه تلویزیون
- مصطفی بروجردی: ۱۳۴۱ - فقیه، مفسر و پژوهشگر علوم اسلامی
- شهریار پرهیزکار: ۱۳۴۳ - قاری ایرانی
- حسن جوهرچی: ۱۳۴۷ - بازیگر سینما و تلویزیون
- منصور: ۱۳۵۰ - آهنگساز و خواننده
- پوپک گلدره: ۱۳۵۰ - بازیگر
- شراره رخام: ۱۳۵۰- بازیگر
- شقایق فراهانی: ۱۳۵۱ - بازیگر
- داریوش فرضیایی: ۱۳۵۲ - مجری تلویزیونی
- یغما گلرویی :۱۳۵۴ - شاعر، نویسنده، عکاس
- رضا رشید پور :۱۳۵۴ - مجری، تهیه‌کننده، بازیگر، کارگردان
- مهدی مهدوی کیا: ۱۳۵۶ - فوتبالیست
- رضا صادقی: ۱۳۵۸ - خواننده
- الیکا عبدالرزاقی: ۱۳۵۸ - بازیگر سینما و تلویزیون
- محسن چاوشی: ۱۳۵۸ - ترانه‌سرا، آهنگساز و خواننده پاپ
- ترانه مکرم: ۱۳۵۹ - ترانه‌سرا
- آروند دشت آرای: ۱۳۶۰ - کارگردان و طراح صحنه
- پیام لاریان: ۱۳۶۰ - نویسنده و کارگردان
- نیما شاهرخ شاهی: ۱۳۶۰ - بازیگر
- سیروان خسروی: ۱۳۶۱ - خواننده و آهنگساز
- لیلا اوتادی: ۱۳۶۲ - بازیگر سینما و تلویزیون
- مرتضی پاشایی: ۱۳۶۳ - آهنگساز، نوازنده و خواننده
- ویدا جوان: ۱۳۶۵ - بازیگر سینما و تلویزیون
- مینا وحید: ۱۳۶۶ - بازیگر سینما و تلویزیون
- سید محمد موسوی: ۱۳۶۶ - بازیکن والیبال
- الناز حبیبی :۱۳۶۷ - بازیگر
- محمدرضا گرایی:۱۳۷۵ - کشتی‌گیر

## درگذشت‌ها
- ۱۳۲۳ - رضا شاه، اولین پادشاه پهلوی
- ۱۳۵۵ - افشین مقدم، خواننده قدیمی ایرانی
- ۱۳۵۹ -محمدرضا شاه، دومین پادشاه پهلوی
- ۱۳۷۳ -توران امیرسلیمانی، همسر سوم رضاشاه
- ۱۳۷۴ -عصمت دولتشاهی، ملکه ایران و همسر آخر رضاشاه
- ۱۳۷۹ - احمد شاملو، متخلص به الف. بامداد و الف. صبح، شاعر، فیلم نامه نویس، روزنامه‌نگار، پژوهشگر، مترجم، فرهنگ‌نویس و از دبیران کانون نویسندگان ایران بود.
- ۱۳۸۴ - اکبر دودکار، بازیگر سینما، تلویزیون و تئاتر
- ۱۳۸۵ - جعفر بزرگی، خواننده و بازیگر
- ۱۳۹۷ -عزت‌الله انتظامی، بازیگر

## مناسبت‌ها
1. جشن مردادگان
2. جشن چله تابستان[نیازمند منبع]